# 星點梭羅蝠魚
星點梭羅蝠魚，為輻鰭魚綱鮟鱇目棘茄魚亞目棘茄魚科的其中一種，分布於印度西太平洋海域，屬深海底棲性魚類，棲息深度274-550公尺，體長可達9.3公分，棲息在底層水域，生活習性不明。